# Eagle Rock Entertainment
Eagle Rock Entertainment Limited foi fundada em abril de 1997 por três antigos colegas da Castle Communications (Terry Shand, Geoff Kempin and Julian Paul) e está localizada em Aldershot, em Hampshire, com escritórios em Hamburg, Paris e Nova York. Está principalmente envolvida na produção de DVDs, especialmente na área de rock clássico e documentários de bandas por meio da Eagle Vision division.
Eagle Rock Entertainment foi adquirida por Edel Music em meados dos anos 2000 e então vendida para a Mercury Private Equity, agora conhecida como HgCapital.

## Divisões
- Eagle Records

Sub-divisões incluem:
- Eagle Records
- Eagle Rock Records
- Spitfire Records

- Eagle Vision

Sub-divisões incluem:
- Cromwell Productions - (produtores de programação fatual)

- Pegasus, uma divisão de produtos especiais.